# M9 (Mashreq)
De M9 is een secundaire noord-zuidroute in het Internationaal wegennetwerk van de Arabische Mashreq, die de steden Al Ain en Nizwa met elkaar verbindt. De weg begint in Al Ain en loopt daarna via Mazyad en Hafit naar Nizwa. Daarbij voert de weg door twee landen, namelijk de Verenigde Arabische Emiraten en Oman.

## Nationale wegnummers
De M9 loopt over de volgende nationale wegnummers, van noord naar zuid:
| Nummer                       | Tracé                                |
| Verenigde Arabische Emiraten | Verenigde Arabische Emiraten         |
| ---------------------------- | ------------------------------------ |
| E66                          | Al Ain - Oman                        |
| Oman                         |                                      |
| O21                          | Verenigde Arabische Emiraten - Nizwa |

M5 · 
M7 · 
M9 · 
M10 · 
M15 · 
M20 · 
M25 · 
M30 · 
M35 · 
M40 · 
M45 · 
M47 · 
M50 · 
M51 · 
M55 · 
M60 · 
M65 · 
M67 · 
M70 · 
M75 · 
M80 · 
M90 · 
M100